# Португаль, Мигель Анхель
Мигель Анхель Португаль Викарио (исп. Miguel Ángel Portugal Vicario; род. 28 ноября 1955, Кинтанилья-де-лас-Виньяс, Испания) — испанский футболист и футбольный тренер.

## Клубная карьера
Португаль родился в городе Кинтанилья-де-лас-Виньяс, провинция Бургос. За свою карьеру играл за «Бургос», «Мирандес», «Реал Мадрид» «Кадис», «Райо Вальекано», «Кастельон», «Реал Бургос», «Реал Вальядолид» и «Кордову».
В Ла Лиге провёл четыре года в составе мадридского «Реала». В первый же сезон в Примере выиграл дубль, в общей сложности провёл 27 матчей.

## Тренерская карьера
Тренерскую карьеру начал в середине 1990-х годов. Первым клубом для него стала «Арандина». Но уже в 1997 году вернулся в «Реал Мадрид», руководил сначала «Реал Мадрид C» а затем «Реал Мадрид Кастилья». В 1999 году возглавил представителя Сегунды «Толедо», но был уволен спустя пару месяцев.
После небольшого перерыва Португаль вернулся к тренерской деятельности. В 2003 году возглавил «Кордову», после одного сезона он снова взял перерыв. Спустя два года Мигель вернулся в клуб «Реал Мадрид Кастилья», сменив Хуана Каро. 6 июля 2006 года ему удалось снова заменить Каро, который тренировал «Расинг», заняв 10 место в Ла Лиге. 19 июня 2007 году Португаль подал в отставку, причиной стали разногласия с руководством по поводу срока контракта.
19 ноября 2009 года, после увольнения Хуана Карлоса Мандиа, Португаль снова возглавил «Расинг». В первом же сезоне после возвращения сумел спасти команду от вылета. В феврале 2011 года с приходом нового владельца было принято решение расстаться со специалистом.
В июне 2012 года возглавил клуб «Боливар». В первом же сезоне с клубом выиграл национальный кубок. 2 января 2014 года по взаимному согласию расторг контракт, чтобы возглавить клуб из Бразилии. Через несколько дней Португаль стал тренером «Атлетико Паранаэнсе», но спустя четыре месяца подал в отставку.
15 августа 2015 года был выбран в качестве нового тренера сборной Боливии, но был уволен через десять дней после назначения.
21 октября 2015 года руководство «Вальядолида» решило отправить в отставку главного тренера Гаиску Гаритано, в этот же день стало известно, что Португаль сменит его. Дебютировал в качестве нового наставника с победой над клубом «Мирандес» (2:1).

## Достижения

### В качестве игрока
«Реал Мадрид»
- Чемпион Испании: 1979/80
- Обладатель Кубка Испании: 1979/80

### В качестве тренера
«Боливар»
- Чемпион Боливии: 2013